# 主役の椅子はオレの椅子
『主役の椅子はオレの椅子』（しゅやくのいすはオレのいす）は、2020年9月16日から12月23日までABEMAのABEMA SPECIALチャンネルで配信されていたオーディション番組。略称は「オレイス」。
シーズン2が2022年9月29日からABEMA SPECIALチャンネルで配信されている。

## 概要
ABEMAとネルケプランニングが手掛ける俳優育成オーディションバトル番組。
これまでABEMAでは格闘家やラップ歌手、アイドルの新人発掘番組を手掛けてきたが、男性俳優の発掘番組は未開拓の分野であること、2.5次元舞台の盛り上がりを受けて企画された。ネルケプランニング代表の松田誠はオーディション形式ありきではなく、いくつかの選択肢がある中から着地したと述べている。
19名の若手俳優たちがオーディション合宿に参加し、演技力や歌唱力で舞台への出演枠を争う。毎回、講師及び審査を務める劇団鹿殺しの丸尾丸一郎が加点方式でランキング付けし、下位は脱落。脱落してしまった役者は「出演はせず舞台の裏方に回る」or「完全に番組を降りる」の二択を選ぶというルールのもと、丸尾が演出する舞台の出演権を得る10人を決定。主演を勝ち取った者には堤が監督を務める映画への主演権も手にすることができる。
スタジオMCは歌舞伎役者であり商業演劇経験も豊富な尾上松也が務め、お笑い芸人でありながら舞台演劇歴のある石田明がゲストMCという形で脇を支える。また演劇外からの目線として今泉佑唯、山之内すず、生駒里奈が同じくゲストMCとして盛り上げる。
追加特典として12月2日時点で勝ち残った候補者10名には、講師を務める丸尾丸一郎が演出するオリジナル舞台への出演権が与えられた。最終回となる12月23日は生配信された。
主演の座を勝ち取った三浦海里、出演権を勝ち取った10名が出演する舞台『「青空ハイライト」～from 主役の椅子はオレの椅子』が、2021年2月11日から21日まで東京・Mixalive TOKYO Theater Mixaで公演されることが発表された。
2025年1月にはシーズン2勝者5名による公演、『菌活戦隊キノッコーズ』が品川プリンスホテル クラブeXにて開催。

## 出演者

### シーズン1

#### スタジオMC
- 尾上松也
- 石田明（NON STYLE）[11] - ゲストMC
- 今泉佑唯 - ゲストMC
- 山之内すず - ゲストMC
- 生駒里奈[12] - ゲストMC

#### 合宿チーム
- 丸尾丸一郎（劇団鹿殺し） - 審査員かつ講師[5]

#### 役者
- 河島樹来[13]
- 久保雅樹[13]
- 小林玲雄[13]
- 清水田龍[13]
- 志茂星哉[13]
- 相馬理[13]
- 曽田陵介[13]
- 園村将司[13]
- 髙橋祐理[13]
- 中塚智[13]
- 中三川歳輝[13]
- 新美直己[13]
- 西原健太[13]
- 松井遥己[13]
- 松江大樹[13]
- 三浦海里[13]
- 森田力斗[13]
- 飛葉大樹[13]
- 谷津翼[13]

（ゼッケン番号順）

### シーズン2

#### スタジオMC
- 尾上松也
- 荒牧慶彦[2] - ゲストMC

#### 合宿チーム
- 戸田恵子 - 審査員かつ講師[14]

#### 役者
- 古田伊吹[15]
- 熊谷晟那[15]
- Rayshy[15]
- 小黒直樹[15]
- Lil Noah[15]
- 弦間哲心[15]
- 佐藤たかみち[15]
- 高橋聖那[15]
- 中原弘貴[15]
- 秦健豪[15]
- 千葉彗太[15]
- 小椋涼介[15]
- 今井俊斗[15]
- 打越漣[15]
- 赤羽流河[15]

（ゼッケン番号順）

## 音楽
- 主題歌
  - シーズン1 - SUPER BEAVER「ハイライト」[16]
  - シーズン2 - Novelbright「ファンファーレ」[2]

## スタッフ
シーズン1
- 企画：藤田晋、松田誠
- 構成：青葉大地
- 演出：川口智久
- オープニング監督：中村太洸
- 撮影協力：千葉もばらロケーションサービス、ロケーションジャパン編集部
- 技術：権四郎
- アシスタントプロデューサー：浦瀬皓介、清水里佳子
- プロデューサー：谷口達彦、樫尾魁
- 制作協力：いまじん
- 制作著作：AbemaTV

シーズン2
- 総合プロデューサー：植木豪
- 企画：藤田晋、松田誠
- 構成：青葉大地、堀江志津、下田雄大
- 演出：長縄亮
- ディレクター：伊藤航、辰巳洋平、武石一也、平薮直樹、福沢英之、河合亮輔、川口夏季、松本美咲
- カラオケ音源協力：DAM 第一興商
- 技術協力：ライズカンパニー
- 編集MA：ヌーベルアージュ
- 音効：高取謙
- 審査音源制作：HILOMU
- スチール：高橋定敬、武田敏将
- グラフィック：清田哲啓、野崎美琴、吉ヶ崎成実、山崎忠弘
- 予告制作：大野雄一
- 広報：奥井智子
- 宣伝：吉澤はるね、和田愛恵、瀬谷麻未
- アシスタントディレクター：神田有紀、伊藤大貴、市村桃子
- プロデューサー：谷口達彦、作井正浩、齋藤里奈、川端鉄也、大野もも
- 制作協力：茂呂みのり（ネルケプランニング）、いまじんCR
- 制作著作：ABEMA